# Estudio observacional
Los estudios observacionales son estudios de carácter estadístico y  demográficos, ya sean de tipo sociológico o biológico -estudios epidemiológicos- en los que no hay intervención por parte del investigador, y este se limita a medir las variables que define en el estudio. 
Un estudio observacional puede ser descriptivo o analítico.

## Tipos de estudios observacionales
Los estudios epidemiológicos u observacionales pueden ser de dos tipos, dependiendo del momento en que se llevan a cabo y de la información disponible en cada caso:
1. Estudios longitudinales: Se desarrollan durante un "período" definido de tiempo y suponen trabajar con dos bloques de información relativos a la misma población, la existente al comienzo del período en estudio y la existente al final de ese período (p.e. estudios de historia demográfica y biométrica, fecundidad, mortalidad...). Estos pueden ser a su vez:[1]

- Estudio caso control: Son "retrospectivos".
- Estudio de cohorte: Son de carácter "prospectivo".

1. Estudios transversales: Se desarrollan en un "momento" concreto del tiempo. Son los estudios de prevalencia. (p.e. pirámides de población)[1]

## Ventajas de los estudios observacionales
Los estudios observacionales,
1. Son más prácticos y factibles de realizar ya que la cooperación de los sujetos es menos necesaria
2. Sus resultados son más generalizables a poblaciones geográfica o demográficamente definidas, lo que permite que este tipo de estudios sean apropiados para establecer metas de salud pública orientadas a una determinada acción.

## Inconveniente de los estudios observacionales
1. Escaso control de las influencias de los factores de confusión sobre los resultados del estudio.
2. Debido a la falta de control por parte del investigador, cada estudio observacional tiende a ser único, siendo muy difícil reproducir los resultados por otro investigador.